# Der große Gatsby (2013)

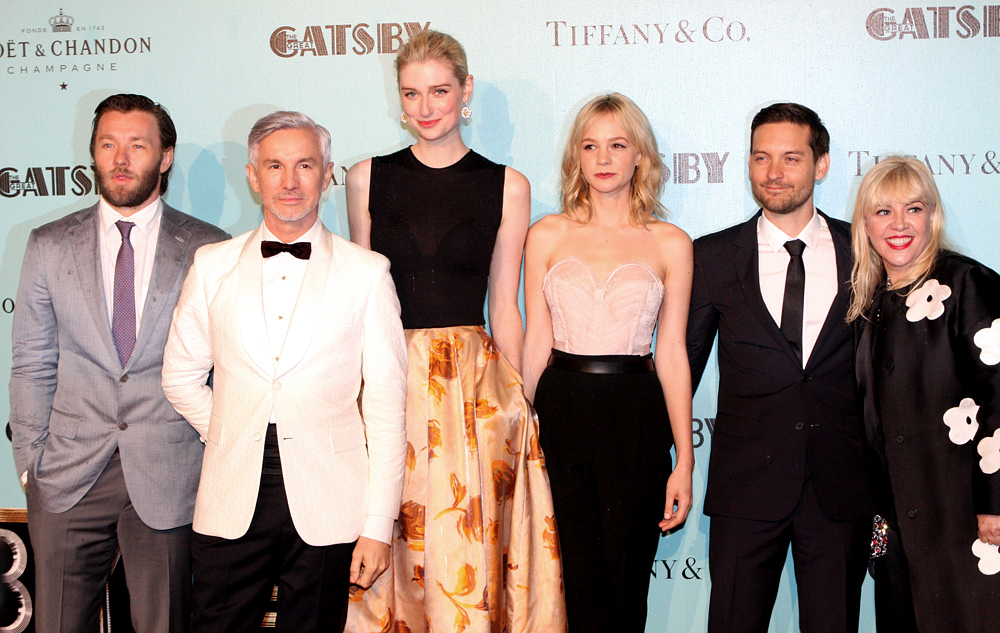
Von links nach rechts: Joel Edgerton, Regisseur Baz Luhrmann, Elizabeth Debicki, Carey Mulligan, Tobey Maguire sowie Szenen- und Kostümbildnerin Catherine Martin

Der große Gatsby (Originaltitel: The Great Gatsby) ist ein US-amerikanisches Filmdrama aus dem Jahr 2013. Es ist eine Literaturverfilmung des mehrfach verfilmten Romans Der große Gatsby von F. Scott Fitzgerald aus dem Jahr 1925. Premiere war am 1. Mai 2013 in New York City, am 15. Mai eröffnete der Film die 66. Internationalen Filmfestspiele von Cannes. Regie führte der Australier Baz Luhrmann, in der Hauptrolle ist Hollywood-Star Leonardo DiCaprio zu sehen. Weitere Rollen spielen u. a. Tobey Maguire, Carey Mulligan und Joel Edgerton.

## Handlung
Nick Carraway wird in einem Sanatorium wegen seiner Alkoholsucht und seiner Depressionen behandelt. Er redet ständig über einen Mann namens Gatsby. Dabei hat er Schwierigkeiten, seine Gedanken richtig zu artikulieren. Aus diesem Grund fordert ihn der Arzt auf, seine Gedanken niederzuschreiben, weil ihm das Schreiben Erleichterung verschaffen soll. Dieser Anfang stammt nicht aus der Romanvorlage und dient als Rahmenhandlung, um den Erzähler einzuführen.
Der geheimnisvolle Millionär und Lebemann Jay Gatsby bewohnt eine grandiose Villa auf Long Island. Sein Nachbar, der angehende Schriftsteller Nick Carraway, der an der Wall Street arbeitet, kommt 1922 auf der Suche nach dem amerikanischen Traum aus dem Mittelwesten nach New York City und ist fasziniert von den rauschenden Festen und dekadenten Hobbys des skurrilen Junggesellen. Auf einer dieser Partys lernt Nick Gatsby persönlich kennen und wird von diesem darum gebeten, ihn mit Daisy Buchanan wieder zusammenzubringen, einer Cousine von Nick, die fünf Jahre zuvor eine Liebschaft mit Gatsby hatte. Daisy ist allerdings schon mit dem vermögenden Tom Buchanan verheiratet. Sie beginnt dennoch eine Beziehung mit Gatsby.
Als Daisy, von Gatsby gedrängt, Tom mitteilen will, dass sie sich von ihm trennen wird, provoziert Tom Gatsby so sehr, dass dieser einen Wutausbruch bekommt. Daisy beginnt daraufhin zu zweifeln, ob sie ihren Mann tatsächlich für Gatsby verlassen will. Zuvor hat Tom einen gemeinsamen Nachmittag in einem Stadt-Hotel arrangiert. Tom schickt Daisy und Gatsby mit dem Auto voraus; er selbst fährt mit Nick und Jordan, die auch eingeladen sind, im eigenen Wagen hinterher. Auf dem Weg vom Hotel zurück überfährt Daisy, die am Steuer sitzt, versehentlich Myrtle Wilson, die Geliebte ihres Mannes. Da ein Zeuge gesehen hat, dass Wilson von einem gelben Wagen überfahren wurde, wird Gatsby für schuldig gehalten und daher vom Ehemann Wilsons erschossen.
Der Einzige, der zu Gatsbys Beerdigung erscheint, ist Nick, während Daisy es vorzieht, mit Ehemann Tom und der gemeinsamen Tochter zu verreisen.

## Produktion

### Produktionshintergrund
Baz Luhrmann beendete mit Der Große Gatsby seine fünfjährige Abstinenz von der Kinoleinwand. Die Verfilmung basiert auf dem 1925 veröffentlichten Roman Der große Gatsby von F. Scott Fitzgerald, der Kritikern oft als einer der herausragendsten Romane der amerikanischen Literatur gilt. Luhrmanns Version des großen Gatsby musste sich nicht nur am Roman messen lassen, sondern auch an vorherigen Verfilmungen. Es handelt sich um die fünfte US-Verfilmung von Der große Gatsby als Spielfilm – vier fürs Kino (1926, 1949, 1974 und 2013), eine fürs Fernsehen (2000). Bereits ein Jahr nach der Veröffentlichung des Romans entstand die erste Kino-Adaption unter der Regie von Herbert Brenon, die heute als verschollen gilt. Neben Luhrmans Version gilt die Verfilmung von 1974 mit Robert Redford und Mia Farrow als die bekannteste und aufwendigste, wenngleich diese in den 1970er Jahren bei Kritikern und Publikum hinter den hohen Erwartungen zurückblieb.
Für die Hauptrolle des Gatsby verpflichtete Luhrmann Leonardo DiCaprio, mit dem er bereits 1996 bei William Shakespeares Romeo + Julia zusammengearbeitet und auch dabei eine teils modernisierte Version eines Klassikers der Literatur geschaffen hatte.
Der Film wurde primär als 3D-Film konzipiert.

### Dreharbeiten und Drehorte
Die Filmarbeiten begannen im September 2011 in Sydney. Die Produktionskosten betrugen schätzungsweise 125 Millionen US-Dollar.
Das Herrenhaus Beacon Towers auf Long Island, das viele Experten als Fitzgeralds Inspirationsquelle für das Herrenhaus von Jay Gatsby sehen, wurde auch als Vorlage für das Filmset genutzt. Die Außenszenen wurden in Sydney vor dem International College of Management gedreht.
Bei der Innenausstattung wurde die Designerin Catherine Martin nach eigener Aussage stark von Jacques-Émile Ruhlmann beeinflusst. So entstanden viele Elemente im Stil des Art déco. Besonders hervorzuheben sind dabei das zweistöckige Schlafzimmer, der Ballsaal und die opulente Eingangshalle.
Das zweite große Herrenhaus im Film, das Anwesen von Tom Buchanan, wurde von Old Westbury Gardens auf Long Island inspiriert.

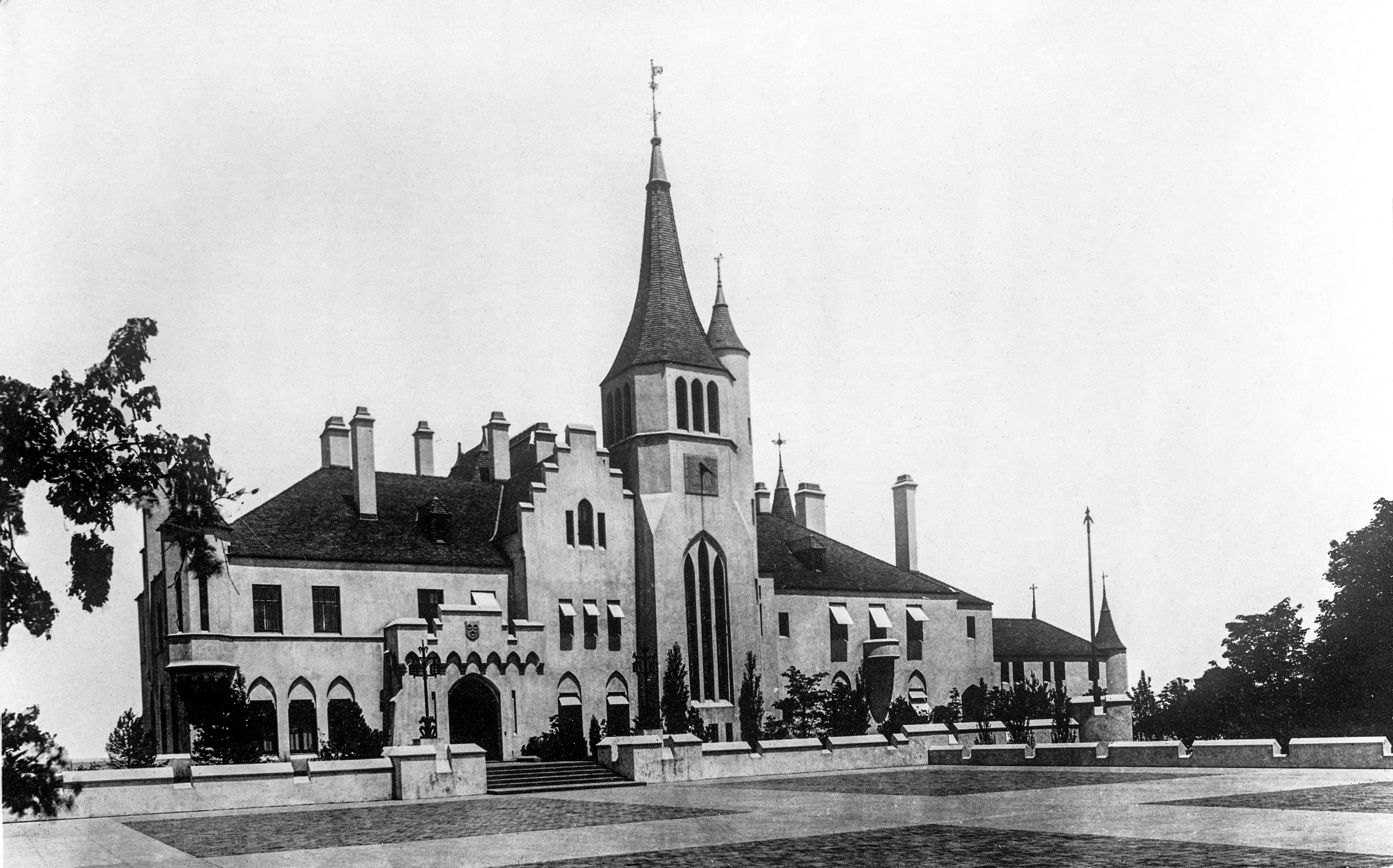
Beacon Towers 1922, zum Zeitpunkt, als Fitzgerald in der Nähe wohnte.
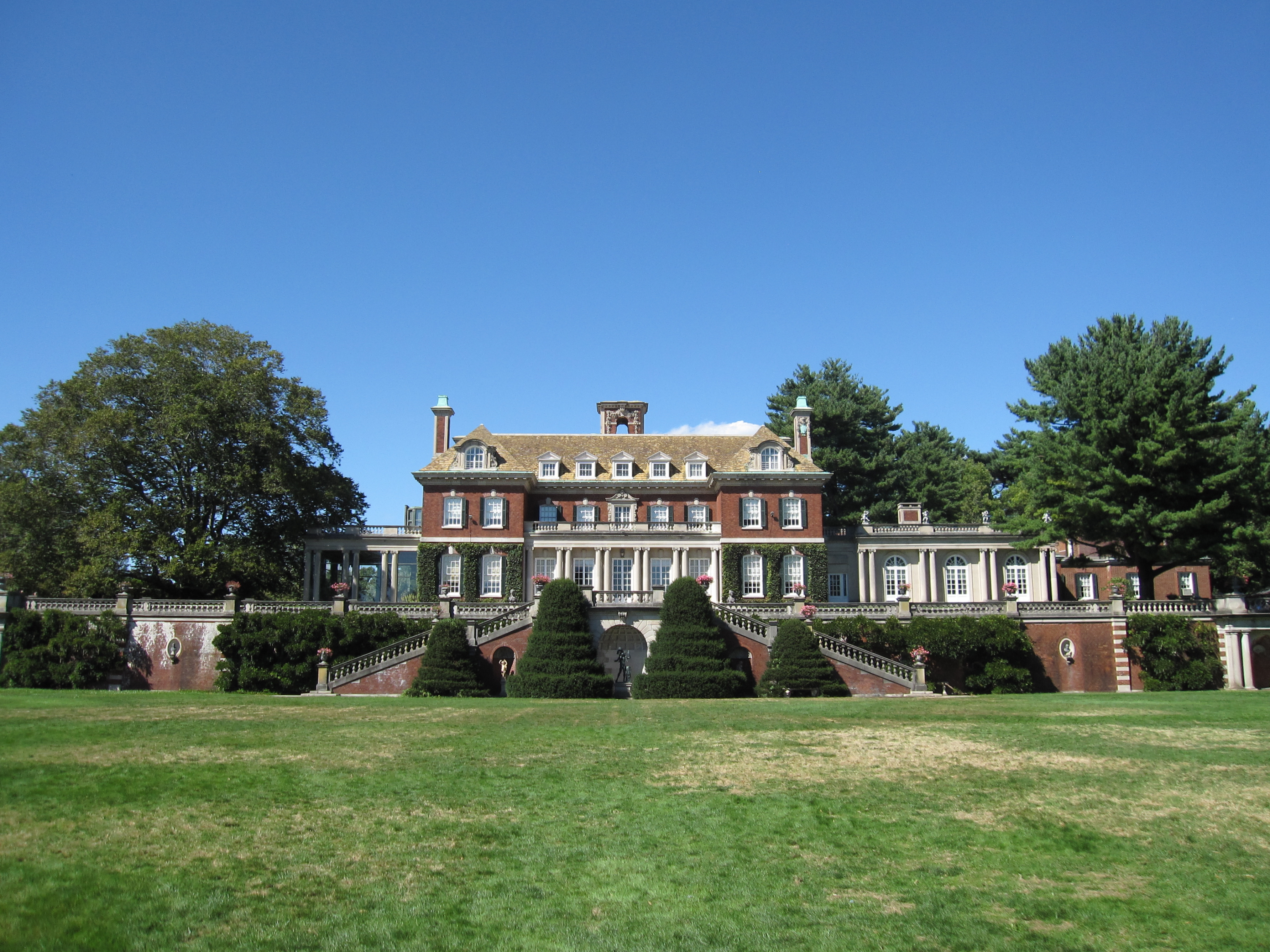
Old Westbury Gardens
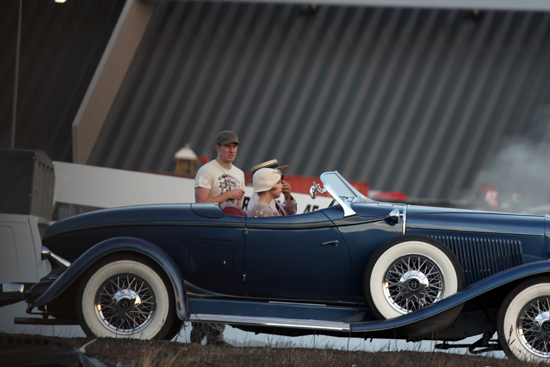
Leonardo DiCaprio und Carey Mulligan während einer Fahrt in einem Oldtimer
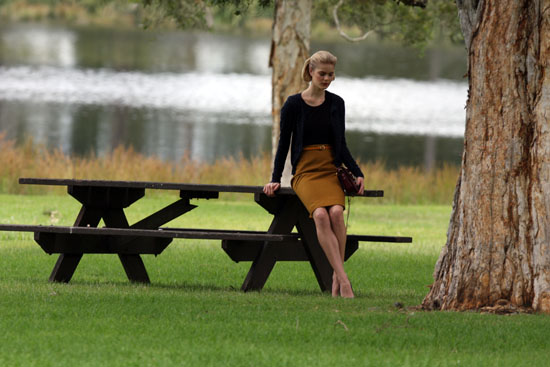
Während der Dreharbeiten in Goulburn
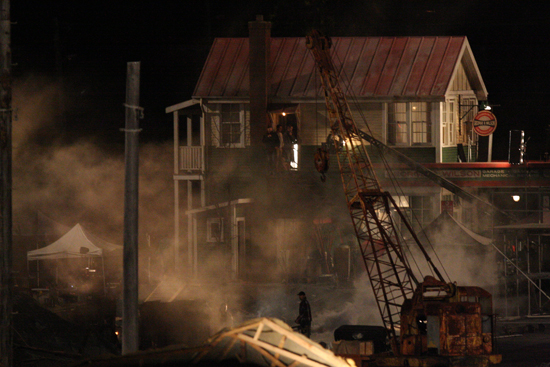
Ein Filmset in Sydney
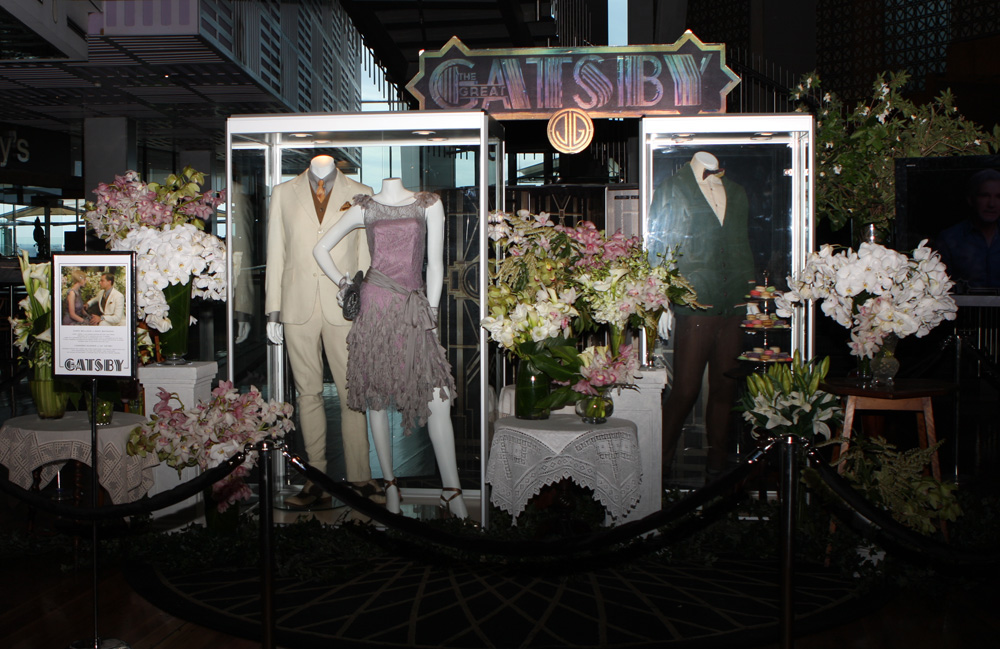
Ausgestellte Kostüme des Films

## Trivia
Laut Regisseur Luhrmann gibt es eine geografische Verbindung zwischen der Romanvorlage und der Stadt Cannes, wo der Film die dortigen Filmfestspiele 2013 eröffnete: Fitzgerald habe einige Passagen des Romans nur wenige Kilometer von Cannes entfernt in einer Villa in Valescure bei Saint-Raphaël geschrieben.
Im Film sind einige Wolkenkratzer zu sehen, welche im Jahr 1922 noch nicht existierten. Zum Beispiel befinden sich dort das Chrysler Building wie auch das Empire State Building gerade in der Bauphase. Tatsächlich begann deren Bau erst 1928 bzw. 1930.
Andererseits fehlen im Film historische Wolkenkratzer wie das Singer Building und die Bürotürme über dem Hudson Terminal im Stadtteil Lower Manhattan. Beide Gebäudekomplexe wurden erst in den 1960er Jahren abgerissen.
Auf dem Eingangstor zu Gatsbys Anwesen, welches seiner Angabe nach aus der Normandie stammen soll, steht der lateinische Wahlspruch: „Ad Finem Fidelis“ (dt.: „Bis zum Ende treu“).

## Synchronisation
Die deutsche Synchronisation wurde von RC Production Kunze & Wunder aus Berlin durchgeführt. Das Dialogbuch stammt von Alexander Löwe, während Tobias Meister die Dialogregie übernahm.
| Rolle                          | Darsteller        | Synchronstimme           |
| ------------------------------ | ----------------- | ------------------------ |
| Jay Gatsby                     | Leonardo DiCaprio | Gerrit Schmidt-Foß       |
| Jay Gatsby (jung)              | Callan McAuliffe  | Gerrit Schmidt-Foß       |
| Nick Carraway                  | Tobey Maguire     | Marius Clarén            |
| Daisy Buchanan                 | Carey Mulligan    | Maria Koschny            |
| Tom Buchanan                   | Joel Edgerton     | Tommy Morgenstern        |
| Jordan Baker                   | Elizabeth Debicki | Luise Helm               |
| Myrtle Wilson                  | Isla Fisher       | Kaya Marie Möller        |
| George Wilson                  | Jason Clarke      | Andreas Fröhlich         |
| Meyer Wolfsheim                | Amitabh Bachchan  | Axel Lutter              |
| Dr. Walter Perkins, Psychiater | Jack Thompson     | Bert Franzke             |
| Catherine, Myrtles Schwester   | Adelaide Clemens  | Annina Braunmiller       |
| Herzog, Gatsbys Butler         | Richard Carter    | Frank Glaubrecht         |
| Owl Eyes                       | Max Cullen        | Friedrich Georg Beckhaus |
| Daisys Mutter                  | Heather Mitchell  | Katharina Koschny        |
| Mr. McKee                      | Eden Falk         | Leonhard Mahlich         |
| Mrs. McKee                     | Kate Mulvany      | Peggy Sander             |
| Senator Gulick                 | Kim Knuckey       | Roland Hemmo             |

## Rezeption

### Zuschauerzahlen
Im Jahr 2013 wurden bundesweit 1.308.252 Besucher an den deutschen Kinokassen gezählt, womit der Film den 23. Platz der meistbesuchten Filme des Jahres belegte.

### Kritiken
Der große Gatsby wurde allgemein mit gemischten Kritiken aufgenommen, wobei es sowohl großes Lob als auch scharfe Kritik gab. Bei Rotten Tomatoes fallen von 301 ausgewerteten Kritiken insgesamt 48 % tendenziell positiv aus (Stand: April 2021). Der dortige Kritikerkonsens lautet: „Während es sicherlich ambitioniert ist – und jedes Stück so visuell aufregend, wie man es nur erwarten kann – betont Baz Luhrmanns The Great Gatsby die optische Pracht auf Kosten des lebhaften Herzens des Originalmaterials.“ Bei Metacritic holt der Film 55 von 100 Punkten. Die Publikumsbewertungen bei beiden Seiten fallen etwas besser aus.

„In visueller Hinsicht hat ‚The Great Gatsby‘ ungefähr die Eleganz und Subtilität eines Scooter-Songs. Hyper, Hyper. Da saust die Kamera Hochhausfassaden im Höllentempo herab oder schießt immer wieder über die blaue Bucht, die Gatsby (Leonardo DiCaprio) von seiner geliebten Daisy (Carey Mulligan) trennt. Achterbahn- oder ADHS-Bilder sind das, schrill, steril und nervös. Die großen Partyszenen mutieren zu bombastischen, grell ausgeleuchteten Wimmelbildern, in denen alles zu hell, zu viel und zu schnell ist. Das treibt beim Zuschauen den Puls in die Höhe und sorgt für Gänsehaut auf den Unterarmen. Scooter hört man ja auch ganz gerne, manchmal.“

„Luhrmann bleibt seinem Kino der Eindeutigkeit treu, doch damit kann er Fitzgeralds Ambivalenzen nicht gerecht werden. Für die Spannung zwischen Faszination und Abstoßung, mit der Nick der titelgebenden Figur begegnet, findet er kaum eine filmische Entsprechung. Es wäre die Flucht nach vorn geblieben, die radikale Zuspitzung, die Tilgung der Ambivalenz durch eine emphatische Entscheidung. Mit weniger inhaltlicher und mehr geistiger Treue hätte die Begegnung zwischen Gatsby und Luhrmann durchaus funktionieren können. Doch so erlischt das grüne Licht auch im Kino irgendwann, der große Gatsby ist nur ein Aufschneider, und Luhrmanns fünfter Film eine nur halbwegs überzeugende Hommage an den ‚großen amerikanischen Roman des 20. Jahrhunderts‘.“

## Auszeichnungen
Oscarverleihung 2014
- Auszeichnung in der Kategorie Bestes Szenenbild für Catherine Martin und Beverley Dunn[18]
- Auszeichnung in der Kategorie Bestes Kostümdesign für Catherine Martin[18]

Critics’ Choice Movie Awards 2014
- Auszeichnung in der Kategorie Bestes Szenenbild für Catherine Martin und Beverley Dunn
- Auszeichnung in der Kategorie Beste Kostüme für Catherine Martin
- Nominierung in der Kategorie Bestes Lied für „Young & Beautiful“ von Lana Del Rey

Die Deutsche Film- und Medienbewertung FBW in Wiesbaden verlieh dem Film das Prädikat wertvoll.

## Soundtrack
Die Filmmusik erschien am 8. Mai 2013 unter dem Namen The Great Gatsby (OST) und The Great Gatsby (Deluxe Edition). Herausgeber ist das Label Interscope (Universal).

### Titelliste
| OST Nr. | Deluxe Edition Nr. | Titel                                                                           | Interpret                     | Länge |
| ------- | ------------------ | ------------------------------------------------------------------------------- | ----------------------------- | ----- |
| 1       | 1                  | 100$ Bill (Explicit / With Dialogue)                                            | Jay-Z                         | 03:21 |
| 2       | 2                  | Back To Black (Explicit)                                                        | Beyoncé & André 3000          | 03:21 |
| 3       | 6                  | Bang Bang                                                                       | Will.i.am                     | 04:39 |
| 4       | 8                  | A Little Party Never Killed Nobody (All We Got)                                 | Fergie Feat. GoonRock & Q-Tip | 04:00 |
| 5       | 3                  | Young & Beautiful                                                               | Lana Del Rey                  | 03:55 |
| 6       | 9                  | Love Is The Drug                                                                | Bryan Ferry                   | 02:41 |
| 7       | 15                 | Over The Love                                                                   | Florence + The Machine        | 04:20 |
| 8       | 12                 | Where The Wind Blows                                                            | Coco O.                       | 03:50 |
| 9       | -                  | Crazy In Love                                                                   | Emeli Sandé                   | 02:53 |
| 10      | 16                 | Together                                                                        | The xx                        | 05:25 |
| 11      | 11                 | Hearts A Mess                                                                   | Gotye                         | 06:04 |
| 12      | 4                  | Love Is Blindness                                                               | Jack White                    | 03:17 |
| 13      | 17                 | Into The Past                                                                   | Nero                          | 05:16 |
| 14      | 18                 | Kill And Run                                                                    | Sia                           | 03:35 |
| -       | 5                  | Crazy In Love (Kid Koala Version)                                               | Emeli Sandé                   | 03:07 |
| -       | 7                  | I Like Large Parties                                                            | Elizabeth Debicki             | 00:09 |
| -       | 10                 | Can’t Repeat The Past?                                                          | Leonardo DiCaprio             | 00:08 |
| -       | 13                 | Green Light                                                                     | Green Light                   | 00:06 |
| -       | 14                 | No Church In The Wild (Album Version (Explicit)) [feat. Frank Ocean, The-Dream] | Jay-Z                         | 04:32 |
| -       | 19                 | Over The Love (Of You)                                                          | Florence + The Machine        | 02:59 |
| -       | 20                 | Young & Beautiful (DH Orchestral Version)                                       | Lana Del Rey                  | 03:51 |
| -       | 21                 | Gatsby Believed In The Green Light                                              | Tobey Maguire                 | 03:51 |

### Charts und Chartplatzierungen
Der Soundtrack zu Der große Gatsby erreichte unter anderem die offiziellen Albumcharts in Deutschland, Österreich, der Schweiz und den Vereinigten Staaten. In den USA verpasste das Album mit Position zwei nur knapp die Chartspitze. Im Vereinigten Königreich qualifizierte sich das Album nicht für die offiziellen Albumcharts, stattdessen platzierte sich das Album in den Compilationcharts.
| ChartsChartplatzierungen       | Höchstplatzierung | Wochen |
| ------------------------------ | ----------------- | ------ |
| Deutschland (GfK)              | 13 (10 Wo.)       | 10     |
| Österreich (Ö3)                | 10 (7 Wo.)        | 7      |
| Schweiz (IFPI)                 | 8 (19 Wo.)        | 19     |
| Vereinigte Staaten (Billboard) | 2 (33 Wo.)        | 33     |